# Sensotronic Brake Control
Sensotronic Brake Control ou SBC é um sistema electro-hidraúlico de controlo de travões de veículos automóveis desenvolvido pela Bosch e pela DaimlerChrysler e utilizado em diversos modelos da marcas Mercedes-Benz e Maybach desde 2002. Neste sistema, a informação relativa ao pedal de travagem (posição/pressão) é recolhida sob a forma de sinais eléctricos e transmitida desta forma à unidade electrónica SBC. Esta unidade utiliza a informação recolhida do pedal em conjunto com diversas outras variáveis relativas ao movimento do veículo para acionar os travões. Desta forma, podem ser facilmente ser integradas diversas técnicas de assistência à travagem como o ABS.
Em virtude do método utilizado para a transmissão da informação relativa ao pedal de travagem até à unidade electrónica SBC, esta tecnologia é vulgarmente designada por Brake-by-wire.
A unidade de controlo SBC disponibiliza dois modos exclusivos de travagem:
- O SBC-H (SBC-Hold) destina-se a facilitar o arranque em zonas de grande inclinação. Este modo é activado através de uma pressão brusca no pedal do travão. Uma vez activado, o SBC-H mantém o veículo imóvel até que o condutor provoque o arranque.
- O SBC-S (SBC Stop) destina-se a facilitar a tarefa de controlo de velocidade em situações de congestionamento com paragens e arranques frequentes. Este modo é activado através da manete do controlador de velocidade de cruzeiro em situações de baixa velocidade. Neste modo, o SBC-S imobiliza o veículo sempre que o condutor liberta o pedal do acelerador.

Os seguintes modelos são equipados com SBC:
- Mercedes-Benz Classe SL (R320) 2002-
- Mercedes-Benz Classe E (W211) 2002-2006
- Mercedes-Benz SLR McLaren

Em 2006, a Mercedes-Benz abandonou a instalação desta tecnologia nos veículos da Classe E (W211), substituíndo o sistema de travagem por um modelo hidráulico mais convencional.